# Sanja Bizjak
Sanja Bizjak (Belgrado, Serbia, 8 de septiembre de 1988) es una pianista serbia. Es hermana de la también pianista Lidija Bizjak con quien frecuentemente toca a dúo.

## Carrera artística

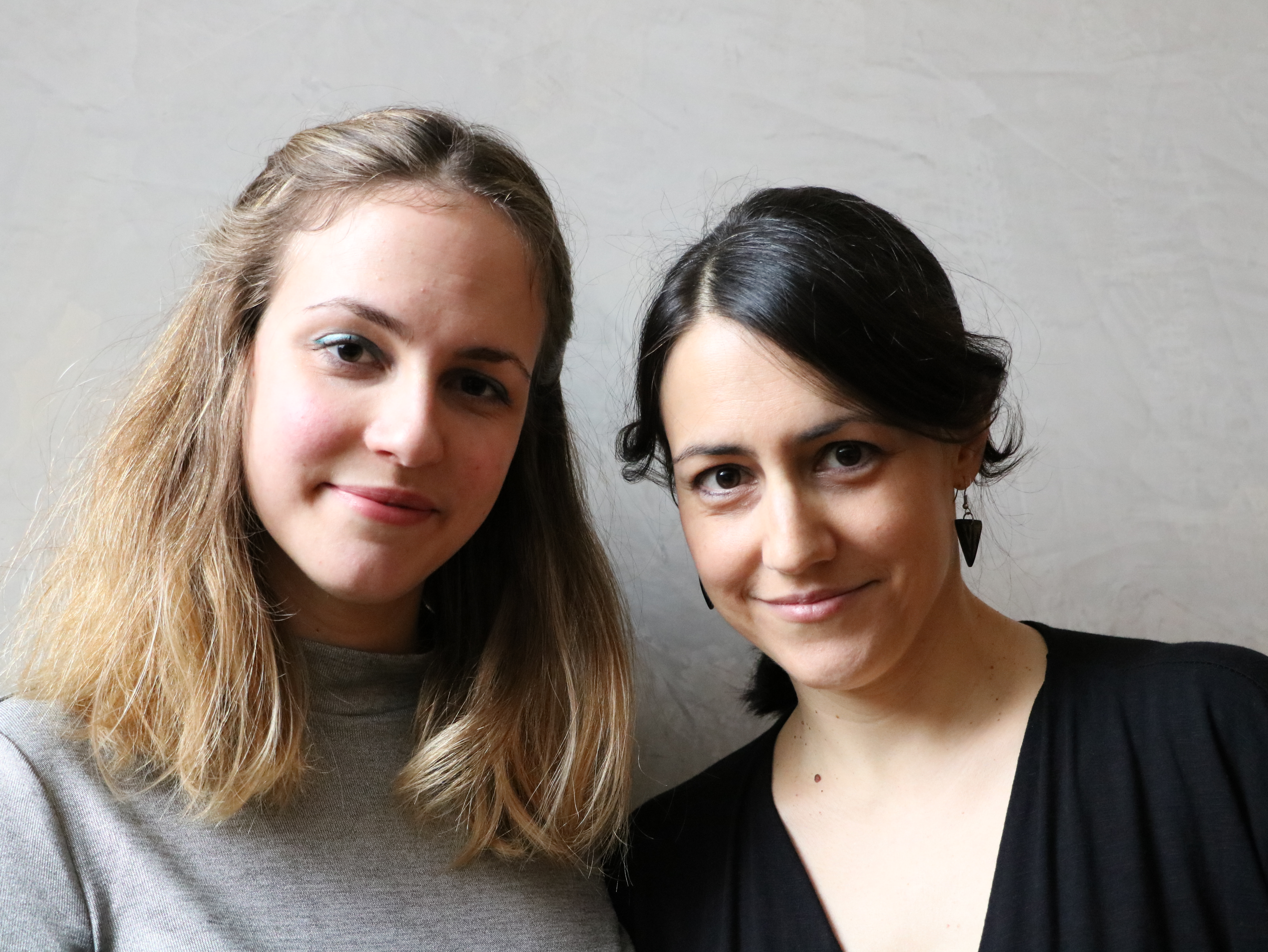
Sanja (izq.) junto a su hermana Lidija

A la edad de siete años tocó el concierto para piano de Joseph Haydn. A los doce comenzó a estudia con Jacques Rouvier en el conservatorio de París. Ha ganado varios premios importantes como la Competiciones internacional de Jóvenes intérpretes en memoria de Vladimir Horowitz. 